# Crepis paludosa
Crepis paludosa es una planta de la familia de las asteráceas, se distribuye por Eurasia.

## Descripción
Es una planta herbácea perenne que puede alcanzar hasta 1 m de altura. Tiene una roseta de hojas basales, secas durante la floración, oblongas e irregularmente dentadas. Las caulinares son amplexicaule y más estrechas. La inflorescencia se sitúa en el ápice de un tallo largo y poco folioso, y es un corimbo laxo. Los capítulos presentan un involucro con pelos glandulosos negros muy visibles. Todas las flores presentan una lígula amarilla. El fruto es un aquenio con 20 costas y vilano blanco.  
Forma vital: Hemicriptófito

## Distribución y hábitat
Tiene una distribución eurosiberiana, donde se encuentra en pastos higroturbosos, márgenes de arroyos, comunidades de megafórbias y otros herbazales muy húmedos de alta montaña.  

## Sinonimia
- Limnocrepis paludosa (L.) Fourr. [1869, Ann. Soc. Linn. Lyon, sér. 2, 17 : 104] [nom. invalid.]
- Crepis rumicifolia Boiss. & Balansa in Boiss. [1875, Fl. Or., 3 : 843]
- Crepis caucasica C.A.Mey. [1855, Mém. Acad. Imp. Sci. Saint-Pétersbourg, sér. 6, Sci. Math., Seconde Pt. Sci., 7 : 15]
- Soyeria paludosa (L.) Godr. [1843, Fl. Lorraine, 2 : 72]
- Hieracium paludosum L. [1753, Sp. Pl., éd. 1 : 803]
- Hieracioides paludosum (L.) Rupr.
- Hapalostephium paludosum (L.) D.Don [1829, Edinburgh New Philos. J., 6 : 308]
- Geracium paludosum (L.) Rchb. in Mossler [1828, Handb. Gewächsk, ed. 2, 2 : 1368]
- Aracium paludosum (L.) Dulac[3]

## Nombre común
- Castellano:  árnica.[4]

## Galería

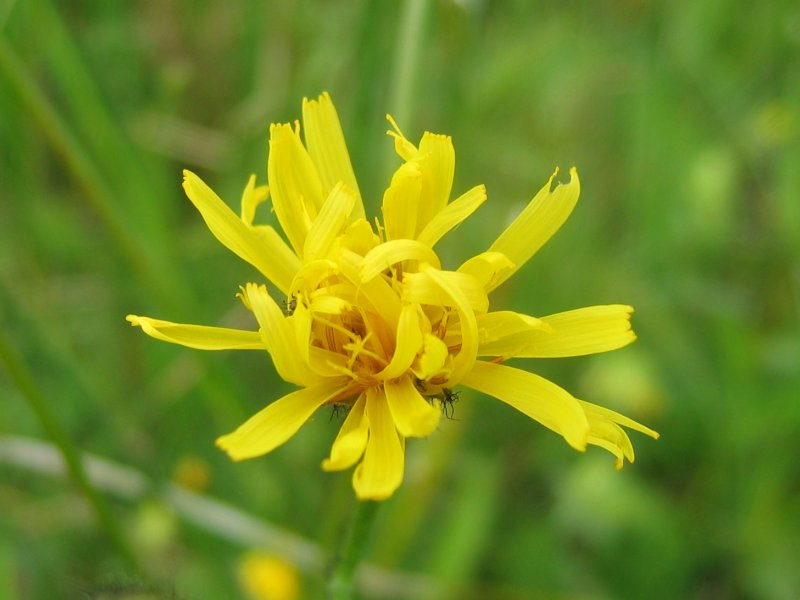
Foto por Kristian Peters
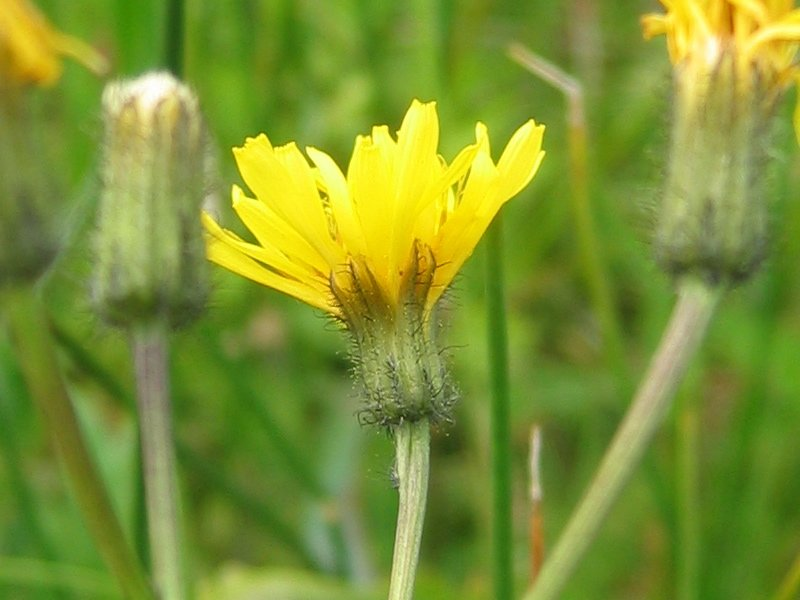
detalle, Foto por Kristian Peters
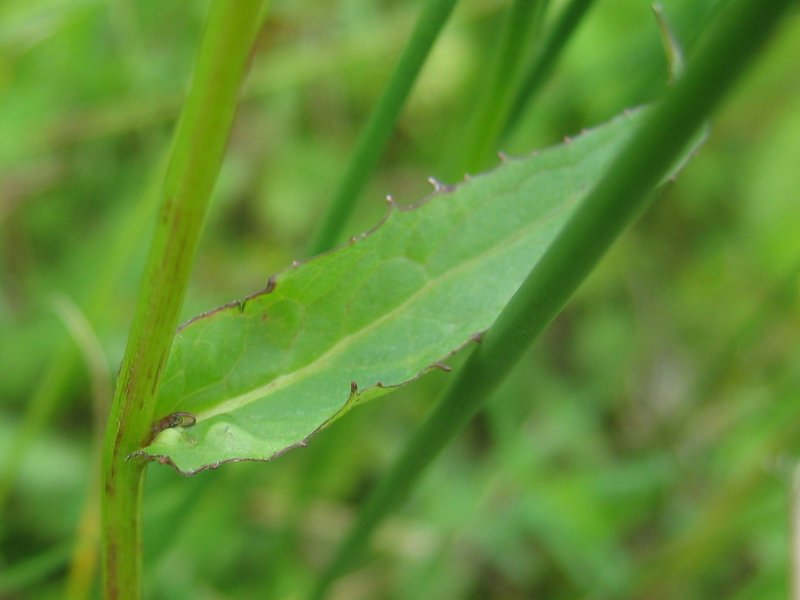
Hoja, Foto por Kristian Peters
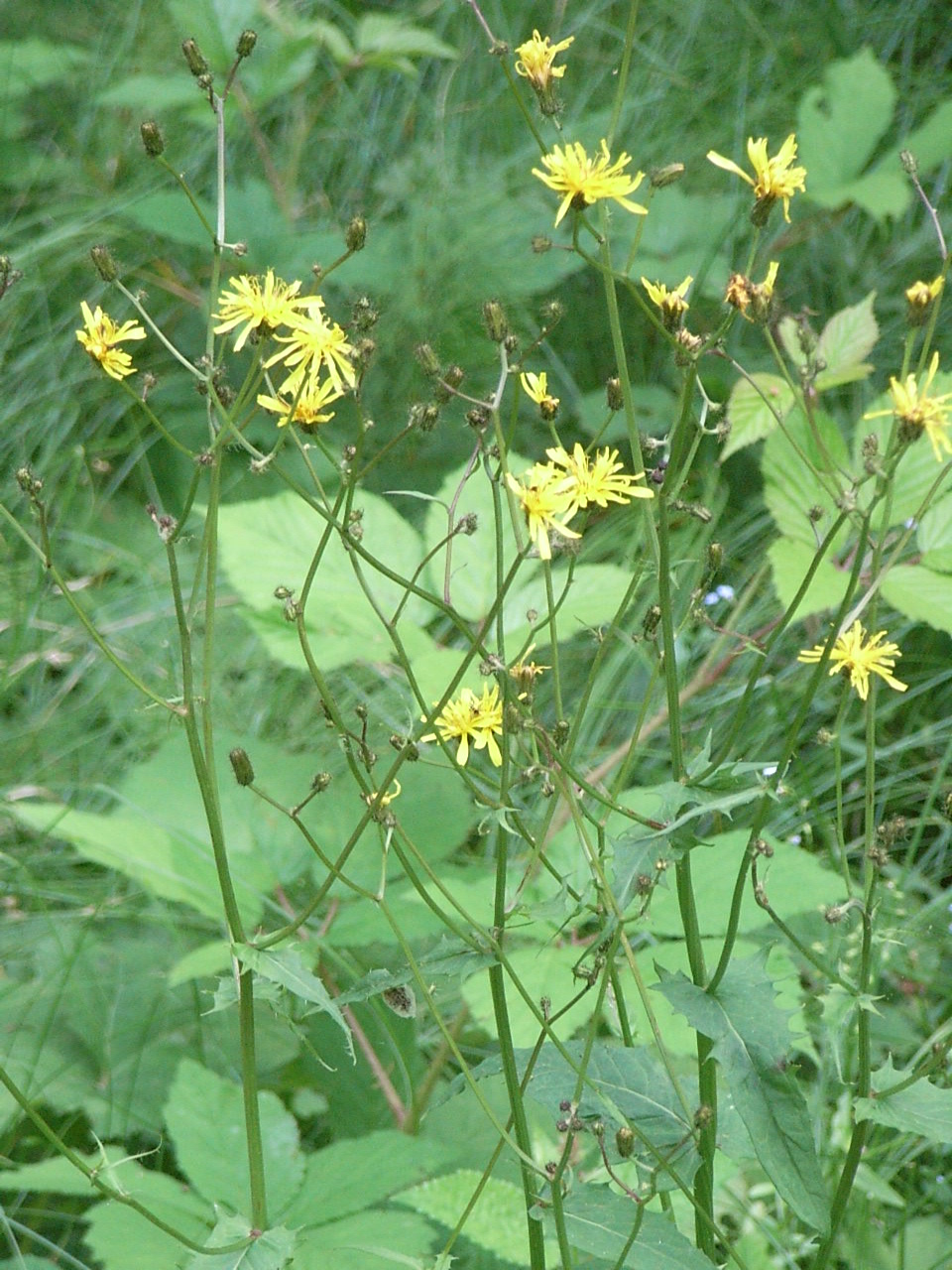